# Clemerson de Araújo Soares
Clemerson de Araújo Soares, detto Araújo (Caruaru, 8 agosto 1977), è un ex calciatore brasiliano, di ruolo attaccante.

## Caratteristiche tecniche
Gioca come attaccante. Ha un buon senso del goal

## Carriera

### Club
Araújo iniziò la sua carriera nel 1996 con il Porto (PE) di Caruaru, sua città natale, e nel 1997, passò al Goiás, squadra con cui, nel 1998, si mise in evidenza durante la Copa São Paulo de Futebol Júnior. Nel 1999 si guadagnò la maglia della Nazionale, nonostante la retrocessione in Série B della sua squadra proprio nello stesso anno; nel 2004 si trasferì allo Shimizu S-Pulse, nella J. League giapponese, e l'anno seguente fu capocannoniere della competizione con 33 reti in 33 partite, venendo dunque eletto miglior marcatore dell'anno 2005 dall'IFFHS.
All'inizio del 2006 si trasferì al Cruzeiro, ma si infortunò presto e non giocò molte partite; nel 2007 si riprese e segnò anche una doppietta contro l'Atlético Mineiro. A metà luglio 2007 è stato acquistato dall'Al-Gharafa, squadra della Qatar Stars League.Nella stagione 2007-2008 diventa capocannoniere  del campionato

## Palmarès

### Club

#### Competizioni statali
- Campionato Goiano: 5

Goiás: 1997, 1998, 2000, 2001
- Copa Centro-Oeste: 3

Goiás: 2000, 2001, 2002
- Campionato Mineiro: 1

Cruzeiro: 2006
- Campionato Carioca: 1

Fluminense: 2012

#### Competizioni nazionali
- Campionato brasiliano di seconda divisione: 1

Goiás: 1999
- J League: 1

Gamba Osaka: 2005
- Campionato qatariota: 1

Al-Gharafa: 2008

### Individuale
- Capocannoniere della Coppa J. League: 1

2005: (6 gol)
- Capocannoniere della J. League: 1

2005 (33 gol)
- Capocannoniere della Qatar Stars League: 1

2007-2008 (27 gol)